# Blattisocius
Blattisocius es un género de ácaros perteneciente a la familia Ascidae.

## Especies
- Blattisocius aegypticus Nasr, Nawar & Afifi, 1988
- Blattisocius apis Basha & Yousef, 2001
- Blattisocius apisassociae Chinniah & Mohanasundaram, 1995
- Blattisocius capsicum Basha & Yousef, 2001
- Blattisocius daci (Narayan & Ghai, 1961)
- Blattisocius dentriticus (Berlese, 1918)
- Blattisocius incisus Bhattacharyya, 1977
- Blattisocius keegani Fox, 1947
- Blattisocius othreisae Chinniah & Mohanasundaram, 1995
- Blattisocius quadridentatus Haines, 1979
- Blattisocius tarsalis (Berlese, 1918)